# Dasciopteryx
Dasciopteryx là một chi bướm đêm thuộc họ Geometridae.